# Angelika, markýza andělů
Angelika, markýza andělů (francouzsky Angélique, Marquise des anges) je francouzský celovečerní film režiséra Bernarda Borderie z roku 1964. Je to první díl z pětidílné série, pojednává o osudech mladé šlechtičny Angeliky. Motivy jsou převzaty ze stejnojmenného románu spisovatelky Anne Golon, prvního z knižní série Angelika.

## Děj
Děj příběhu se odehrává v 17. století.
Angelika, dcera barona de Sancé de Monteloup, je sympatická a šťastná dívka. Mezi její největší přátele patří Nicolas, kterého zná již od dětství. Za účelem dokončení jejího vzdělání ji otec poslal ke svému bratranci a sousedovi, markýzovi de Plessis. Tam uslyší Angelika rozhovor prince Ludvíka de Bourbon-Condé s jinými muži o tajném spiknutí proti králi Ludvíkovi XIV., jeho bratrovi a kardinálovi Mazarinovi. Ukradne jim připravovaný jed (vitriol) a seznam spiklenců a poté obviní veřejně jednoho ze spiklenců na královském dvoře.
Zchudlý otec rozhodne, že se Angelika v 17 letech musí provdat za bohatého hraběte jménem Joffrey de Peyrac, o kterém se vypráví, že má čarodějnickou moc. Joffrey se jí nejdříve pro své pokulhávání a jizvy na čele zdá spíše protivný, ovšem po jeho velkolepém činu v podobě vítězství nad doposud nejlepším francouzským šermířem ji výrazně okouzlí a získá si její srdce. Joffrey dovede z obyčejné rudy vyrobit zlato a to je také jeden z důvodů, proč je považován za čaroděje.
Její manžel je nakonec skrze intriky církve obviněn z čarodějnictví a má být upálen. Angelika dělá vše proto, aby ho zachránila. Zprvu se jí nic nedaří, pak se však dostane do tlupy loupežníků, jejichž vůdcem je její přítel Nicolas. Pokusí se tedy s jejich pomocí Joffreye de Peyrac zachránit. Dostanou se do Paříže a vidí vůz, na kterém vezou odsouzence k exekuci. Ukáže se ovšem, že odsouzenec je jen panák ze slámy. Přátelé zjistí, že Peyrac byl převezen k upálení na náměstí Place de Grève a k jeho zachránění je již pozdě.
Angelika zůstává s Nicolasem a jeho tlupou loupežníků, u nichž nachází poklidný život, ovšem stále ji trápí ztráta milovaného manžela. Spřádá plány, jak by Joffreyho smrt pomstila.

## Věrnost původnímu textu
Film je poměrně věrný papírové předloze. Tu a tam se však vloudí drobné chyby nebo transformace:
Angélique neposílá do kláštera princ Condé (který by ji nejraději poslal pryč po jejím nerozvážném prohlášení o spiknutí proti králi), ale její otec baron de Sancé po eskapádě, nehodné jejího postavení, při níž se oddává s otcovými sedláky. Stejně tak za její vzdělání neplatí princ, ale baron, který se zadluží, aby svým dětem poskytl vzdělání, jaké se sluší na mladé šlechtice.
Baron, který má se svou dcerou důvěrný vztah, jí o existenci svého olověného dolu řekne dlouho před jejím odjezdem do kláštera. Kromě toho hrabě de Peyrac požádá o ruku, ačkoli je motivován olověnou tužkou v Angéličiných kalhotách jako věnem, nikoli na baronovu, ale na hraběcí žádost.
Ve scéně, kdy Angélique nabízí své panenství příteli z dětství, si to na poslední chvíli nerozmyslí, ale přeruší ji věrný Guillaume. Guillaume navíc není zabit mladým Nicolasem, který však uprchne.
Zatímco ve filmové verzi je zdůrazněn hraběcí zármutek nad tím, že ho jeho žena o svatební noci odmítla, v knize tomu tak není. Naopak, hrabě bere celou záležitost filozoficky a dokonce s kousavým smyslem pro humor.
Původcem souboje mezi hrabětem a kavalírem de Germontaz není urážka, ale násilný polibek, který byl mladé ženě ukraden.
V Louvru Angélique nepadne do sítě pana, králova bratra, když opouští palác po setkání s panovníkem, ale až později večer.
Scéna znásilnění v Louvru se zcela proměnila. De Vardes v knize využije slabosti mladé ženy poté, co unikne pokusu o atentát, ale nezasáhne ji. A co je důležitější, Angélique je dokonce ukázána v dvojznačném světle, protože z toho má jisté potěšení (což film pečlivě neukazuje).
Angélique není pronásledována svou sestrou s dítětem Florimondem, ale sama.
Největší otřes způsobí závěrečná scéna filmu. Nicolas, nyní Calembredaine, se po dohodě s Angélique snaží uniknout hraběti de Peyrac na cestě na Place de Grève. Tato událost je však zcela smyšlená. Žádný pokus o útěk se nekoná. K setkání mladé ženy s Calembredainem navíc dochází až později, ve druhém díle cyklu.

## Obsazení
| Michèle Mercier  | Angelika                               |
| Robert Hossein   | Joffrey de Peyrac                      |
| Giuliano Gemma   | Nikolas                                |
| Jean Rochefort   | François Desgrez                       |
| Jacques Toja     | Král Ludvík XIV                        |
| Claude Giraud    | Philippe de Plessis-Bellière           |
| Jacques Castelot | Pierre de Marca, arcibiskup z Toulouse |
| Charles Régnier  | Cocan Bécher, inkviziční mnich         |
| Bernard Woringer | Bernard ďAndijos                       |
| Geymond Vital    | Otec Kirschner                         |

## Místa natáčení
Scény byly točeny na různých hradech a zámcích jako na zámku Tanlay v Yonne, kde podle děje měl bydlet Joffrey de Peyrac. Hrad Marigny-le-Cahouët byl zvolen jako bydliště barona de Sancé de Monteloup. Klášter Fontenay byl použit pro scény týkající se kláštera Poitiers. Palác Esclimont se stal sídlem markýze de Plessis. Některé záběry byly natočeny i v areálu Versailleského zámku.

## Ocenění
- 1966: Goldene Leinwand (česky Zlaté plátno)